# Bistum Naha
Das Bistum Naha (lat.: Dioecesis Nahana, jap. カトリック那覇教区, katorikku Naha kyōku) ist eine in Japan gelegene römisch-katholische Diözese mit Sitz in Naha.

## Geschichte
Papst Paul VI. gründete es mit der Apostolischen Konstitution Iaponica Terra  am 18. Dezember 1972 aus Gebietsabtretungen des Bistums Kagoshima und es wurde dem Erzbistum Nagasaki als Suffragandiözese unterstellt.

## Territorium
Das Bistum Naha umfasst die Präfektur Okinawa mit den Ryūkyū-Inseln.

## Ordinarien

### Apostolischer Administratorvon Naha
- Félix Ley OFMCap (11. März 1968 – 23. Januar 1972)

### Bischöfe von Naha
- Peter Baptist Tadamarō Ishigami OFMCap (18. Dezember 1972 ernannt – 24. Januar 1997)
- Berard Toshio Oshikawa OFMConv (24. Januar 1997 – 9. Dezember 2017)
- Wayne Berndt OFMCap (seit 9. Dezember 2017)